# Teófanes de Bizancio
Teófanes de Bizancio (en griego: Θεόφανης ὁ Βυζάντιος; fl. siglo VI) fue un historiador bizantino.
Escribió, en diez libros, la historia del Imperio de Oriente durante la Guerra de Persia bajo el mandato de Justino II, empezando por el segundo año de Justino (567), en el que se rompió la tregua hecha por Justiniano I con Khosrau I, y llegando hasta el último año de la guerra. La obra no ha sobrevivido, pero el Patriarca Focio da cuenta de la obra de Teófanes, y repite la afirmación del autor de que, además de añadir otros libros a los diez que formaban la obra original, había escrito otra obra sobre la historia de Justiniano. Entre las afirmaciones históricas conservadas por Focio de Teófanes se encuentra el descubrimiento, en el reinado de Justiniano, del hecho de que la seda era el producto de un gusano, que no había sido conocido antes por los pueblos del Imperio Romano. Un cierto Persa, nos dice, que venía de la tierra de los Seres, trajo a Constantinopla "la semilla" (es decir, los huevos) del gusano de seda, y estas "semillas" siendo incubadas en la primavera, y los gusanos alimentados con hojas de morera, hilaron su seda, y pasaron por sus transformaciones.